# Five Dances
Five Dances é um filme de 2013 escrito e dirigido por Alan Brown. É estrelado por Ryan Steele, Reed Luplau, Catherine Miller, Kimiye Corwin e Luke Murphy.

## Enredo
Chip, um jovem dançarino recém chegado à Nova York, começa a treinar e praticar junto a mais três outros dançarinos e o professor de ballet; o salão de dança onde praticam é localizado em SoHo. Enquanto pacientemente ensaiam tentando encontrar as cinco danças para compor o ballet, Chip tem de escolher entre voltar para casa de sua família em Midwest e começar sua carreira e a vida profissional.

## Elenco
- Ryan Steele ... Chip
- Reed Luplau ... Theo
- Catherine Miller ... Katie
- Kimye Corwin ... Cynthia
- Luke Murphy ... Anthony
- Lulu Roche ... Mãe de Chip (voz)

## Trilha Sonora
Música presente no filme
- 252 - Gem Club
- Dog - Scott Matthew
- Friends & Foes - Scott Matthew
- Sugery - Scott Matthews
- Sinking - Scott Matthews
- Goldberg Variatione, BMV 988: Aria - Johann Sebastian Bach
- Put Your Back N 2 It - Perfume Genius

A trilha sonora do filme é composta por Nicholas R. Wright
- Five Dances Theme
- Nowhere to Go
- Love in Slow Motion
- The Man in the Mouth
- I Don't Dream
- First Kiss
- Waking Up
- Cynthia
- Pirouette

## No Brasil
O filme foi o grande vencedor do evento de cultura LGBT no Rio de Janeiro, Rio Festival Gay de Cinema, evento onde são exibidos curtas e longa-metragens de diversas nacionalidades do gênero. O filme venceu nas categorias de Melhor Filme pelo Júri popular e pelo Júri Oficial.

## Prêmios
| Ano  | Nomeação                             | Local                            | Resultado |
| ---- | ------------------------------------ | -------------------------------- | --------- |
| 2013 | Melhor Filme - Júri Popular          | Rio Festival Gay de Cinema       | Venceu    |
| 2013 | Melhor Filme - Júri Oficial          | Rio Festival Gay de Cinema       | Venceu    |
| 2013 | Best International Narrative Feature | LGBT International Film Festival | Venceu    |
| 2013 | Melhor Ator: Ryan Steele             | Iris Prize Festival, Cardiff     | Venceu    |

## Ligações Externas
- Site Oficial
- Five Dances. no IMDb.